# Ferenc Juhász

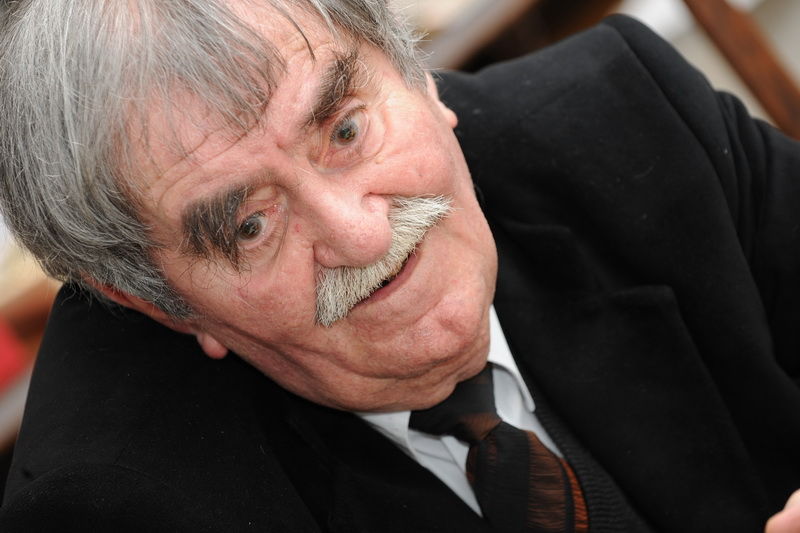

Ferenc Juhász, född 16 augusti 1928 i Biatorbágy i provinsen Pest, död 2 december 2015 i Budapest, var en ungersk poet.
Han debuterade 1949, och gjorde sig ett namn med flera episka diktverk där traditionell form fylldes med modernt och aktuellt innehåll. Senare framstod han som experimentell diktare, med en osedvanlig förmåga att skapa suggestiva bilder. Hans språk är späckat med ord och uttryck hämtade från naturvetenskapen, vilket gör hans dikter säregna och ofta svårtillgängliga. En väsentlig del av hans produktion består av långdikter, med storslagna, kosmiska visioner.
Han finns tolkad till svenska av János Csatlós i Kärleken till världsalltet (1976) och i antologin Sex ungerska poeter (1968, tolkning av Werner Aspenström).